# Mernel
Mernel (en bretó Merenell, en gal·ló Merenèu) és un municipi francès, situat a la regió de Bretanya, al departament d'Ille i Vilaine. L'any 2006 tenia 946 habitants.

## Demografia
| 1962                                       | 1968 | 1975 | 1982 | 1990 | 1999 |
| ------------------------------------------ | ---- | ---- | ---- | ---- | ---- |
| 557                                        | 639  | 636  | 727  | 702  | 754  |
| Des de 1962: població sense dobles comptes |      |      |      |      |      |

## Administració
| Període   | Identitat       | Partit |
| --------- | --------------- | ------ |
| 1995-2004 | Yvon Cardinal   |        |
| 2004-2006 | Pierre Foucault |        |
| 2006-     | Pierre Poisson  |        |